# Treubiales
Treubiaceae es una familia de Marchantiophyta en el  orden Treubiales.  Las especies son grandes y frondosas, y fueron clasificados previamente en los Metzgeriales.

## Géneros
Apotreubia

Treubia